# Fossa de Perú-Xile

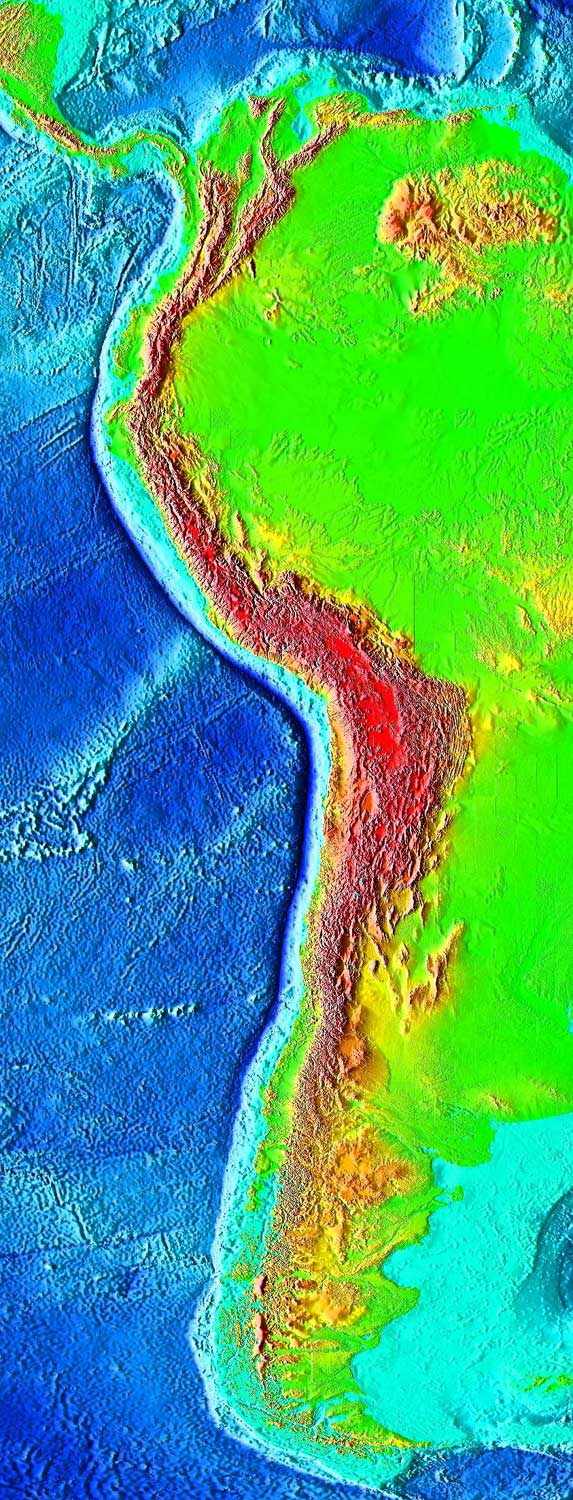
Fossa de Perú-Xile (línia en blau més fosc que ressegueix que la costa).

La fossa de Perú-Xile delimita el contacte entre la litosfera oceànica de la placa de Nazca i la litosfera continental de la placa sud-americana. La fossa es desprèn geològicament de la serralada dels Andes i la falla de San Andrés, amb característiques edafològiques similars. Té una profunditat de 8.065 m.
En un tall transversal d'oest a est aquesta presenta un vessant oceànic, una petita plana de profunditat màxima pel centre del qual passa l'eix de la fossa, i un vessant continental lleugerament més costerut que el primer. Les variacions de profunditat estan associades al volum de sediments que omplen la fossa i a la presència d'una estructura transversal coneguda com la dorsal de Nazca.